# 144 г. пр.н.е.
144 (сто четиридесет и четвърта) година преди новата ера (пр.н.е.) е година от доюлианския (Помпилийски) римски календар.

## Събития

### В Римската република
- Консули са Сервий Сулпиций Галба и Луций Аврелий Кота.
- Градският претор Квинт Марций Рекс построява акведукта Аква Марция.[1]
- Възниква спор между консулите за командването в Испания, което довежда до компромис, според който Квинт Фабий Максим Емилиан ще запази командването си. Той постига две победи в борбата с вожда Вириат, но не успява да го плени. Вириат, от своя страна, се насочва към Близка Испания, където се надява да предизвика нов бунт.[1]
- Избухва ново Келтиберско въстание.[2]

### В Азия
- Деметрий II Никатор отстъпва към Селевкия. Съюз между Диодот Трифон и Йонатан Хасмоней. Братът на Йонатан, Симон Хасмоней е сатрап на Антиох VI.[2]

## Починали
- Птолемей VII, фараон на Птолемеев Египет
- Аристарх Самотракийски, древногръцки граматик и критик (роден 217 г. пр.н.е.)